# Buffy, spaima vampirilor
Buffy, spaima vampirilor (Buffy the Vampire Slayer) este un serial american, nominalizat la premiile Emmy și Globul de aur, care a fost difuzat din data de 10 martie 1997 până la 20 mai 2003. Serialul a fost creat de Joss Whedon, producător al filmului "Serenity"și seria "Firefly".
Personajul principal este Buffy Summers (interpretată de Sarah Michelle Gellar), o adolescentă de 16 ani, aleasă să lupte împotriva forțelor răului. Ca și vânătoarele de dinaintea ei, Buffy este ajutată de un observator, Rupert Giles (interpretat de Anthony Stuart Head) și de un grup de prieteni loiali ("Scoobies").
Un episod era vizionat în medie de 5 milioane de telespectatori. Deși din acest punct de vedere serialul nu a reprezentat un succes major, a fost apreciat de critici și a ocupat #41 pe lista întocmită de TV Guide "Cele mai bune 50 de seriale ale tuturor timpurilor".

## Origini și difuzare
Creatorul serialului, Joss Whedon, susține că „Rhonda, ospătărița nemuritore” a fost prima versiune a conceptului Buffy, o femeie aparent simplă care se dovedește a fi de fapt extraordinară . Whedon dorea ca prin Buffy să distrugă clișeul de fată blondă vulnerabilă extrem de popularizat în filmele horror americane, afirmând „misiunea serialului a fost puterea feminină: să o ai, să o folosești, să o împarți”
.
Prima materializare a proiectul a fost filmul Buffy the Vampire Slayer din 1992 cu Kristy Swanson în rolul principal. Regizorul Fran Luber Kuzui l-a văzut ca pe o comedie ușoară despre cum văd oamenii vampirii. Whedon, pe de altă parte, îl contrazice zicând „Am scris acest film despre o femeie puternică și ei (producătorii) l-au transformat într-o comedie de duzină.”
Câțiva ani mai târziu, Gail Berman (președinte al Companiei de Televiziune Sandollar care dețineau drepturile filmului) l-a contactat pe Whedon pentru a-l convinge să dezvolte subiectul pentru un serial de televiziune. Elementele supranaturale ale serialului erau metafore pentru anxietatea personală asociată cu viață adolescentină. În faza de dezvoltare, serialul avea să se numească doar Slayer. Whedon a scris și finanțat un episod pilot de 25 de minute care a fost difuzat doar companiei de televiziune și mai apoi vândut celor de la WB Network.
Buffy Spaima Vampirilor a fost difuzat pentru prima dată pe 10 martie 1997 pe canalul WB, ca un înlocuitor pentru serialul Savannah, și este considerat elementul cheie pentru dezvoltarea companiei. După cinci sezoane, a fost transferat la United Paramount Network (UPN) unde a mai rulat încă două sezoane.
În timp ce se difuza al șaptelea sezon, Sarah Michelle Gellar a mărturisit publicației Entertainment Weekly că nu își va prelungi contractul pentru încă un an. Whedon și UPN discutau lansarea unui spin-off fără Gellar, dar nimic nu s-a materializat. Totuși sezonul 8 a continuat în variantă de bandă desenată produsă de Dark Horse Comics.

## Format
Fiecare episod din Buffy presupune o poveste de sine stătătoare, având în componență și elemente ce adaugă la un fir narativ alternativ ce se dezvoltă pe durata tuturor episoadelor. Serialul este în principal o dramă în combinație cu elemente comice abundente, iar unele episoade conțin și elemente ale altor genuri precum horror, romance, science fiction și chiar elemente de musical. În Onnce more, with feeling apar aceste element pe durata întregului episod, actorii fiind nevoiți să înregistreze piese și să învețe coregrafii.
Narațiunea se centrează în jurul personajului Buffy și în jurul prietenilor săi, denumită „gașca Scooby” (Scooby Gang) ce se confruntă cu creaturi supranaturale. În primele sezoane, cele mai proeminente creaturi din bestiarul Buffy sunt vampirii, inspirați din mituri și convenții literare. Pe măsură ce serialul înaintează, sunt introduși alți monștrii, cum ar fii fantome, vârcolaci, zombii dar și oameni.
Majoritatea scenelor din serial au fost filmate în Los Angeles. Acțiunea este plasată în orașul fictiv californian, Sunnydale, al cărui liceu suburban Sunnydale High se află deasupra unui Hellmouth, un pasaj către un tărâm paralel al supranaturalului. Hellmouth-ul, aflat sub bibliotecă, este o sursă de energii mistice, precum și un nexus pentru ființe malefice și fenomene paranormale.
Liceul folosit în primele trei sezoane pentru filmări se află în Torrance, California, și a fost folosit până în momentul în care cetățenii orașului s-au plâns de zgomotele din timpul nopții cauzate în timpul filmărilor. Exteriorul liceului a mai fost folosit în producții precum Beverly Hills, 90210, Bring it on sau She's all that.
Unele din cadrele exterioare filmate în timp ce Buffy era la facultate au fost filmate la UCLA.

## Personaje permanente
Buffy Anne Summers (interpretată de Sarah Michelle Gellar) - Buffy este cea mai recentă "spaimă" a vampirilor, cea mai recentă ucigașă de vampiri aleasă din sute de mii de "potențiale". Ea a devenit aceasta când avea doar 15 ani, și a fost antrenată de primul ei observator, ducând o viață dublă: cea de ucigașă noaptea, și cea de majoretă și fată normală (pe cât posibil) ziua. Totuși, dupa ce este forțată să dea foc sălii de sport a liceului ei deoarece era plină cu vampiri, este exmatriculată și acceptată doar la un liceu din afara iubitului ei Los Angeles, Sunnydale High localizat în Sunnydale. Aici, ea speră să înceapă o viață nouă departe de toate lucrurile întunecate și moarte, dar are o mare surpriză când află că noul bibliotecar, Rupert Giles (Anthony Head) este noul ei observator.
Willow Rosenberg (interpretată de Alyson Hannigan) - A doua din trio-ul "The Scoobies", cea mai apropiată prietenă a lui Buffy. Geniu în ale computerelor încă din jurul vârstei de 16 ani, ea devine mai apoi și cea mai puternică vrajitoare de pe pământ, folosindu-și ambele talente în a o ajuta pe Buffy să învingă forțele răului.
Xander Harris (interpretat de Nicholas Brendon) - Alexander Lavelle Harris, pe numele său complet, este unul din trio-ul poreclit "The Scoobies", format din Buffy, Willow și el însuși. Considerat "inima" grupului, el este deseori cel care destinde situația sau sparge tensiunea prin glumele sau boacănele sale. Imediat ce o zărește pe Buffy se îndrăgostește de ea, dar merge destul de repede mai departe când își dă seama că nu are șanse.
Rupert Giles (interpretat de Anthony Head)

## Premii și nominalizări

### Premii
Premiile Emmy:
- Cel mai bun machiaj pentru un serial "Surprise/Innocence" (1998)
- Cea mai bună compoziție muzicală pentru un serial (Dramatic Underscore), "Becoming, Part One" (1998)

Premiile Saturn:
- Cel mai bun serial (1998, 2001, 2002)
- Cel mai bun actor în rol secundar James Marsters (2001, 2004)
- Cea mai bună actriță în rol secundar Alyson Hannigan (2003)
- Cinescape Face of the Future Emma Caulfield și pentru filmul Darkness Falls (2003)
- Cinescape Face of the Future James Marsters (2002)
- Cea mai bună actriță în rol principal Sarah Michelle Gellar (1999)

Premiile Golden Satellite:
- Cea mai bună distribuție (2002)

### Nominalizări
Premiile Emmy:
- Cel mai bun hairstyling "Beer Bad" (2000)
- Cea mai bună cinematografie "Hush" (2000)
- Cel mai bun scenariu "Hush" (2000)
- Cel mai bun hairstyling "Hell's Bells" (2002)
- Cel mai bun machiaj (non-prostetic) "Hell's Bells" (2002)
- Cel mai bun machiaj (prosthetic) "Hell's Bells" (2002)
- Cea mai bună muzică "Once More with Feeling" (2002)
- Cele mai bune efecte speciale "Chosen" (2003)

Globurile de Aur:
- Cea mai bună actriță într-un serial Sarah Michelle Gellar (2001)

Premiile Hugo:
Cea mai bună prezentare dramatică - "Chosen" (2003)
Cea mai bună prezentare dramatică - "Once More, with Feeling" (2001)
Premiile Nebula:
Cel mai bun scenariu - "The Body" (2001)
Cel mai bun scenariu - "Once More, with Feeling" (2002)
Premiile Saturn:
- Cea mai bună actriță Sarah Michelle Gellar (1998, 2000–2004)
- Cel mai bun serial (1999, 2000, 2003, 2004)
- Cel mai bun actor în rol secundar James Marsters (2000, 2002, 2003)
- Cea mai bună actriță în rol secundar Michelle Trachtenberg (2001–2003)
- Cea mai bună actriță în rol secundar Alyson Hannigan (2001, 2002)
- Cel mai bun actor în rol secundar Anthony Stewart Head (2001)
- Cel mai bun actor în rol secundar Nicholas Brendon (1998, 1999, 2000)

Premiile Golden Satellite:
- Cea mai bună dramă (2003)
- Cea mai bună actriță Sarah Michelle Gellar (2003)
- Cea mai bună actriță în rol secundar- TV Drama Emma Caulfield (2003)
- Cea mai bună actriță în rol secundar- TV Drama Alyson Hannigan (2003)
- Cel mai bun actor în rol secundar TV Drama James Marsters (2003)

## Legături externe
- Buffy, spaima vampirilor la Internet Movie Database
- Buffyguide